# Невдахи (фільм, 1991)
«Невдахи» (англ. Pure Luck) — американська комедія, що вийшла 1991 року, ремейк французького фільму «Невдахи» 1981 року.

## Сюжет
Дочка мільйонера Гайсміта Валері, яка постійно потрапляє в якусь халепу, пропадає після смуги невдач під час відпустки в Мексиці. Пошуки її не дають результату. За порадою корпоративного психолога Монософфа Гайсміт на допомогу приватному детективу Раймонду Кампанелла посилає на пошуки Валері бухгалтера своєї фірми Юджина Проктора, такого ж невдаху, як його дочка.

## У ролях
| Актор          | Роль               |
| -------------- | ------------------ |
| Денні Ґловер   | Раймонд Кампанелла |
| Мартін Шорт    | Юджин Проктор      |
| Сем Вонамейкер | Гайсміт            |
| Шейла Келлі    | Валері Гайсміт     |
| Скотт Вілсон   | Френк Граймс       |
| Гаррі Ширер    | Монософф           |
| Хорхе Руссек   | Інспектор Сегура   |
| Родріго Пуебла | Фернандо           |